# Dyomyx megalops
Dyomyx megalops är en fjärilsart som beskrevs av Achille Guenée 1852. Dyomyx megalops ingår i släktet Dyomyx och familjen nattflyn. Inga underarter finns listade i Catalogue of Life.